# 시시부역
시시부역(일본어: ししぶ駅)은 일본 후쿠오카현 고가시에 있는 규슈 여객철도 가고시마 본선의 역이다.

## 역 구조 및 승강장
상대식 승강장 2면 2선을 가지는 지상역으로, 선상 역사를 갖춘다. 규슈 교통기획이 역 업무를 행하는 업무 위탁역으로, 발권 창구가 설치되어 있다. 더욱이, 전후의 역 승강장은 기본적으로 상행선 쪽으로부터 1·2번...이라고 부번되어 있는(→요컨대, 상행선 쪽으로 역사 업무가 설치되어 있다)이 이 역과 신구추오 역은 하행선 쪽으로 역사 업무가 설치되기 위해, 하행선 쪽이 1번으로 되어 있다.
| 1 | ■ 가고시마 본선 | (하행) | 하카타 · 구루메 · 오무타 방면 |
| 2 | ■ 가고시마 본선 | (상행) | 오리오 · 고쿠라 · 모지코 방면 |

## 역 주변 및 승강장
역 주변은 고가 시의 서부에 해당해, 이웃의 신구정에 인접하는 지역이다. 아래는 시시부(일본어: 鹿部)라는 집락이었지만, 신 역 건설 공사와 병행해서 시시부 토지 구획 정리 사업이 실시되어 주택지의 개발이 진행되어 있어서, 정 명도 현재의 정 명으로 변경되었다. 역 명도, 가칭의 계단에는 한자로 '시시부(일본어: 鹿部)'로 표기하고 있지만, 현지 이외의 이용자로도 알기 쉽게 하기 위해, 히라가나로 '시시부(일본어: {{{2}}})'로 하고 있다. 또한, 홋카이도 여객철도에 시카베역이 있기 때문에, 그것과의 구별도 되고 있다.
- 국도 제495호선
- 규슈 전력 고가 변전소
- 국도 제3호선

## 역사
- 2006년 11월 2일 : 고가 시 · 시시베 신 역 건설 촉진 기성회 · 규슈 여객 철도의 3자로 신 역 설치에 관한 각서의 교환이 행해졌다.
- 2009년 3월 14일 : 개업.

## 인접 역
| 가고시마 본선     | 가고시마 본선 | 가고시마 본선          |
| ----------------- | ------------- | ---------------------- |
| 고가 모지 항 방면 | ■ 보통        | 신구추오 가고시마 방면 |